# 侑輝大弥
侑輝 大弥（ゆき だいや、7月2日 - ）は、宝塚歌劇団花組に所属する男役スター。
埼玉県所沢市、県立芸術総合高等学校出身。身長173cm。愛称は「だいや」、「だいちゃん」、「ゆめ」。

## 来歴
2014年、宝塚音楽学校入学。
2016年、音楽学校卒業後、宝塚歌劇団に102期生として入団。入団時の成績は18番。星組公演「こうもり／THE ENTERTAINER!」で初舞台。その後、花組に配属。
2022年の「巡礼の年」で新人公演初主演。新人公演最終学年となる入団7年目での抜擢となった。

## 主な舞台

### 初舞台
- 2016年3 - 4月、星組『こうもり』『THE ENTERTAINER!』（宝塚大劇場のみ）

### 花組時代
- 2016年11 - 2017年2月、『雪華抄（せっかしょう）』『金色（こんじき）の砂漠』 - 新人公演：ジャハンギール（回想）（本役：飛龍つかさ）
- 2017年3 - 4月、『仮面のロマネスク』 - ヌーボー／カザレス／市民『EXCITER!!2017』（全国ツアー）
- 2017年6 - 8月、『邪馬台国の風』 - 新人公演：投馬王（本役：和海しょう）／イヤサコ（本役：紅羽真希）『Santé!!』
- 2017年10月、『ハンナのお花屋さん-Hanna's Florist-』（TBS赤坂ACTシアター）
- 2018年1 - 3月、『ポーの一族』 - 新人公演：ピーター／テオ（本役：帆純まひろ）
- 2018年5月、『Senhor CRUZEIRO（セニョール クルゼイロ）!』（バウホール）
- 2018年7 - 10月、『MESSIAH（メサイア）-異聞・天草四郎-』 - 新人公演：多聞丸（本役：亜蓮冬馬／一之瀬航季）『BEAUTIFUL GARDEN-百花繚乱-』
- 2018年11 - 12月、『Delight Holiday』（舞浜アンフィシアター）
- 2019年2 - 4月、『CASANOVA』 - 新人公演：メディニ伯（本役：聖乃あすか）
- 2019年5 - 6月、『Dream On!』（バウホール）
- 2019年6月、『恋スルARENA』（横浜アリーナ）[注釈 2]
- 2019年8 - 11月、『A Fairy Tale -青い薔薇の精-』 - 新人公演：ニック・ロックウッド（本役：水美舞斗）『シャルム!』
- 2020年1月、『マスカレード・ホテル』（ドラマシティ・日本青年館） - 古橋
- 2020年7 - 11月、『はいからさんが通る』[注釈 3]
- 2021年4 - 7月、『アウグストゥス-尊厳ある者-』 - 神々『Cool Beast!!』
- 2021年8 - 9月、『銀ちゃんの恋』（KAAT神奈川芸術劇場・ドラマシティ） - ジミー
- 2021年11 - 12月、『元禄バロックロック』 - カズエモン、新人公演：コウズケノスケ（本役：水美舞斗）『The Fascination（ザ ファシネイション）!』（宝塚大劇場）
- 2022年1 - 2月、『元禄バロックロック』 - カズエモン『The Fascination（ザ ファシネイション）!』（東京宝塚劇場）
- 2022年3 - 4月、『冬霞（ふゆがすみ）の巴里』（ドラマシティ・東京建物 Brillia HALL） - シルヴァン
- 2022年6 - 7月、『巡礼の年〜リスト・フェレンツ、魂の彷徨〜』 - ウジェーヌ・ドラクロワ、新人公演：フランツ・リスト（本役：柚香光）『Fashionable Empire』（宝塚大劇場） 新人公演初主演[3]
- 2022年8 - 9月、『巡礼の年〜リスト・フェレンツ、魂の彷徨〜』 - ウジェーヌ・ドラクロワ『Fashionable Empire』（東京宝塚劇場）[注釈 1]
- 2022年10 - 11月、『フィレンツェに燃える』 - ロベルト『Fashionable Empire』（全国ツアー）
- 2023年1月、『うたかたの恋』 - クロード『ENCHANTEMENT（アンシャントマン）-華麗なる香水（パルファン）-』（宝塚大劇場）
- 2023年2 - 3月、『うたかたの恋』 - クロード、新人公演：フランツ・ヨーゼフ（本役：峰果とわ）『ENCHANTEMENT（アンシャントマン）-華麗なる香水（パルファン）-』（東京宝塚劇場）
- 2023年5月、『舞姫』（バウホール） - 馳芳次郎[4]
- 2023年7 - 10月、『鴛鴦歌合戦（おしどりうたがっせん）』 - 瓦版屋鶴吉『GRAND MIRAGE!』
- 2023年11 - 12月、『激情』 - モラレス『GRAND MIRAGE!』（全国ツアー）
- 2024年2 - 5月、『アルカンシェル』 - ピエール
- 2024年7 - 8月、『Liefie（リーフィー）-愛しい人-』（日本青年館・ドラマシティ） - レオ
- 2024年9 - 2025年1月、『エンジェリックライ』 - ジュリオ『Jubilee（ジュビリー）』
- 2025年3月、『マジシャンの憂鬱』 - ヤーノシュ『Jubilee』（博多座）
- 2025年6 - 9月、『悪魔城ドラキュラ／愛, Love Revue!』 - サキュバス
- 2025年11 - 12月、『Goethe!』（東京国際フォーラム・梅田芸術劇場）

## 出演イベント
- 2021年1 - 2月、水美舞斗スペシャルライブ『Aqua Bella!!』[5]